# Luigi Punziano
Luigi Punziano (Pozzuoli, 12 maggio 1955) è un ex calciatore italiano, di ruolo difensore.

## Caratteristiche tecniche
Giocava come stopper.

## Carriera
Entrò nel Napoli dove vinse un Campionato Primavera. Con Luís Vinício allenatore debuttò in Serie A, rimanendo nel Napoli per tre stagioni, disputando complessivamente 9 incontri in massima serie.
Fu poi ceduto al Bari dove si svolse quasi tutta la sua carriera. Dopo un infortunio muscolare venne ceduto alla SPAL, e poi al Rende dove concluse la sua carriera.
In carriera ha collezionato complessivamente 9 presenze in Serie A e 121 presenze in Serie B.

## Palmarès

### Club

#### Competizioni giovanili
- Torneo di Viareggio: 1

Napoli: 1975

#### Competizioni nazionali
- Coppa Italia: 1

Napoli: 1975-1976